# 姚家坝站
姚家坝站，是浙赣铁路（今沪昆铁路）上一座已废止的铁路车站，位于湖南省株洲市芦淞区姚家坝乡。车站原为株萍铁路车站，竣工于1903年，2006年随浙赣铁路改造工程完工而废止。现车站站房建筑等列为湖南省文物保护单位“毛泽东同志考察湖南农民运动旧址”的子项“姚家坝火车站”。

## 历史
车站最初作为株萍铁路前身之一暨第二期工程萍醴铁路的一部分而建造，于光绪二十九年（1903年）阴历六月竣工:甲1。光绪三十一年（1905年）投入使用。车站在建成时隶属于醴陵县管辖，附近双牌、梢冈两处聚落皆是古来前往醴陵的驿道经由:丙8。民国28年（1939年）5月，车站遭受日军空袭，站长及其妻女以及6名百姓当场被炸身亡:68。民国34年（1945年），车站建筑重建。
1990年代，长沙铁路总公司对车站建筑进行重建，2006年浙赣铁路复线化工程完工后，车站随即废止。此后站房旧址作为铁路资产一度交南昌铁路局管理，2019年交回中国铁路广州局集团有限公司，此后由株洲车站自管。

## 文物保护
民国16年（1927年）2月毛泽东在醴陵考察农民运动时，听闻醴陵北乡农民运动势头正盛，便在3日自醴陵县城乘火车来到姚家坝站下车前往考察。车站在2006年废止后，站房建筑逐渐荒废，至2010年时已被垃圾包围，亟需保护。
2019年2月28日，车站旧站房建筑以“姚家坝火车站”的名义作为“毛泽东考察湖南农民运动旧址”的增补子项被湖南省人民政府公布为第十批湖南省文物保护单位。
被列入文物保护单位后，株洲市文化旅游广电体育局计划对旧址建筑进行修缮并出具体工程方案，针对该工程方案，2022年湖南省文物局给出“勘察设计方案文件深度欠缺”“方案文本总体专业性不强”的意见。2022年5月，株洲市文化旅游广电体育局前往与旧址建筑管理方株洲站协商保护事宜，此后双方偕广州局集团有限公司长沙房建公寓段前往旧址现场考察。株洲市文化旅游广电体育局计划修缮后在建筑内开设毛泽东考察湖南农民运动及株萍铁路有关的主题陈列。2023年11月湖南省文物局原则同意修改后的工程方案，但也同时指出该方案中所提及的其文物构成和保护对象界定存在问题；另外株洲市局在未经说明旧址本体风格与湖南地方建筑风格关系的前提下，按照地方风格和传统手法进行修缮的方式也并不合理。